# (75842) Jackmonahan
(75842) Jackmonahan es un asteroide perteneciente al cinturón de asteroides, descubierto el 30 de enero de 2000 por el equipo del Catalina Sky Survey situado en la sierra de Santa Catalina, Arizona, Estados Unidos.

## Designación y nombre
Designado provisionalmente como 2000 BE32. Fue nombrado por Jack Monahan (nacido en 1945) quien es un veterano de la Marina, profesor de ciencias y matemáticas y un dedicado embajador de OSIRIS-REx que colabora con el Laboratorio Lunar y Planetario de la Universidad de Arizona en eventos públicos. Es voluntario en el Museo Conmemorativo del 390.º aniversario del Museo del Aire y el Espacio Pima y en otros grupos de jóvenes de la comunidad.

## Características orbitales
Jackmonahan está situado a una distancia media del Sol de 2,776 ua, pudiendo alejarse hasta 3,171 ua y acercarse hasta 2,381 ua. Su excentricidad es 0,142 y la inclinación orbital 1,864 grados. Emplea 1689,39 días en completar una órbita alrededor del Sol.

## Características físicas
La magnitud absoluta de Jackmonahan es 15,61. Tiene 3,137 km de diámetro. Su albedo se estima en 0,124.